# 中尾美穂
中尾 美穂（なかお みほ、1971年2月25日 - ）は日本のフリーアナウンサー・ラジオパーソナリティ。

## 人物・経歴
大分県臼杵市生まれの千葉県育ち。1992年に千葉ロッテマリーンズのキャンペーンガールを務め、1993年からは千葉テレビの制作部に勤務し『カラオケトライアル』などを担当。その後タイムリーオフィスを経て現事務所に至る。
1990年代後期はラジオ日本での出演が多く、局アナでは無いものの同局の看板アナウンサー的存在であった。特にせんだみつおとの番組『せんだ光雄の世紀末伝説』（1997年 - 1998年）が好評であった。
2001年4月より内山久美子の後を継いで、文化放送『走れ!歌謡曲』のパーソナリティに就任。2010年4月改編で降板するまでの9年間、毎週金曜日（木曜深夜）担当。2010年1月17日に放送されたフジテレビの『ザ・ノンフィクション』において、『走れ!歌謡曲』での仕事姿などが紹介された。
ラジオパーソナリティ以外では、歌謡ステージやスポーツイベントの司会、講演会やトークショーなど幅広い分野で活躍中。オスカープロモーションのアナウンス学院の講師も務める。
趣味はピアノ、テニス、料理。弟が1人いる。
2009年10月10日10時10分に黒木憲の長男の黒木憲ジュニアと入籍。